# Miles «Tails» Prower
Miles Prower (en japonès マイルス・パウアー Mairusu Pauā lit. Miles Prower) més conegut pel seu sobrenom «Tails» (テイルスTeirusu – en català "Cues"). És un personatge fictici de la sèrie Sonic the Hedgehog (en català Sonic l'Eriçó). A la sèrie, en Tails és el millor amic del personatge principal Sonic.
El nom de Miles Prower és una abreviació de "miles per hour" (en Català milles per hora), una referència a la famosa velocitat de Sonic. En Tails és una guineu de vuit anys amb dues cues, d'aquí ve el seu sobrenom. També és un geni mecànic i molt bon pilot. Té una habilitat que consisteix a volar fent girar les seves dues cues com les hèlices d'un helicòpter. Es considera el tercer personatge més famós de la sèrie per darrere de Sonic i Shadow.

## Origen i creació
Tails va ser creat per Yasushi Yamaguchi, que era el dissenyador principal del Sonic Team de Sega. En Tails va ser dissenyat per a un concurs intern de l'empresa.
Aquest concurs consistia a dissenyar un personatge que fos l'acompanyant i millor amic de Sonic, també havia de tenir una gran admiració pel personatge principal.
Un cop el disseny de Yamaguchi va guanyar, l'equip de Sega del Japó va proposar anomenar al disseny Miles Prower, mentre que l'equip de Sega Americà volia anomenar-lo Tails. L'equip Americà va escriure una història prèvia del personatge per a què l'equip Japonès acceptés el nom de Tails. Al final, Yamaguchi va fer una barreja de les dues propostes posant-li de nom Miles Prower i de sobrenom Tails.
Als còmics, primer va aparèixer d'un color marró, després ho van canviar a un color taronja/groc perquè quedés d'acord amb la tonalitat que tenia en els videojocs.

## Característiques
Tails representa una guineu molt bufona i amable. Abans de conèixer en Sonic, en Tails sovint era objectiu de burla i/o bullying donat el fet que tenia dues cues. En Sonic, va veure un gran potencial i talent dins de la jove guineu, això va provocar que tingués una gran admiració pel veloç eriçó. En Tails sempre somiava en ser com en Sonic i ha arribat a enfrontar-se contra el Dr.Eggmann ell sol per demostrar el seu coratge.
Se'l descriu com un geni de la mecànica capaç de rivalitzar a l'antagonista principal Dr. Eggman tot i que encara no ha assolit el seu millor nivell. D'altra banda també és un gran pilot i fa servir el seu biplà anomenat Tornado. El fa servir per ajudar a en Sonic en les seves aventures.
En Tails té l'habilitat de nedar, cosa que en Sonic no pot fer. Una altra habilitat d'en Tails és volar fent servir les seves cues com les hèlices d'un helicòpter, tot i que es cansa ràpidament. També pot transformar-se en Súper Tails, però necessita les súper Maragdes.
A part de volar i nedar, també pot córrer molt ràpid gràcies a les seves dues cues.